# Hyperolius hutsebauti
Hyperolius hutsebauti är en groddjursart som beskrevs av Laurent 1956. Hyperolius hutsebauti ingår i släktet Hyperolius och familjen gräsgrodor. IUCN kategoriserar arten globalt som otillräckligt studerad. Inga underarter finns listade i Catalogue of Life.